# Okres Visp
Okres Visp (francouzsky District de Viège) je jedním z okresů kantonu Valais ve Švýcarsku. Jeho sídlem je Visp.

## Poloha, popis
Území okresu Visp se rozkládá po obou stranách údolí řeky Vispa, která vzniká soutokem dvou řek – Mattervispa a Saaservispa. V nejvyšší části údolí řeky Mattervispa se nachází známé turistické středisko Zermatt a hora Materhorn, švýcarský národní symbol. Řeka Vispa se na severu okresu v obci Visp zleva vlévá do řeky Rhôny. Na jihu okresu na hranici s Itálií se nachází vrchol Dufourspitze, který s nadmořskou výškou 4634 m je nejvyšším bodem Švýcarska.
Z obce Visp do Zermattu vede železnice Matterhorn Gotthard Bahn. Do nejvyšší části údolí řeky Mattervispa (do Zermattu) se lze dostat pouze vlakem a do údolí řeky Saaservispa autobusy firmy PostBus Switzerland.

## Seznam obcí
| Znak           | Název obce     | Počet obyvatel (31. 12. 2021) | Rozloha (km²) | Hustota zalidnění (obyv./km²) |
| -------------- | -------------- | ----------------------------- | ------------- | ----------------------------- |
| Baltschieder   | Baltschieder   | 1318                          | 31,34         | 42                            |
| Eisten         | Eisten         | 185                           | 38,00         | 5                             |
| Embd           | Embd           | 283                           | 13,39         | 21                            |
| Grächen        | Grächen        | 1255                          | 14,27         | 88                            |
| Lalden         | Lalden         | 688                           | 1,30          | 529                           |
| Randa          | Randa          | 433                           | 54,53         | 8                             |
| Saas-Almagell  | Saas-Almagell  | 353                           | 110,44        | 3                             |
| Saas-Balen     | Saas-Balen     | 362                           | 30,24         | 12                            |
| Saas-Fee       | Saas-Fee       | 1557                          | 40,31         | 39                            |
| Saas-Grund     | Saas-Grund     | 999                           | 24,78         | 40                            |
| St. Niklaus    | St. Niklaus    | 2238                          | 89,24         | 24                            |
| Stalden        | Stalden        | 1091                          | 10,51         | 104                           |
| Staldenried    | Staldenried    | 552                           | 14,27         | 39                            |
| Täsch          | Täsch          | 1321                          | 58,72         | 22                            |
| Törbel         | Törbel         | 498                           | 17,56         | 28                            |
| Visp           | Visp           | 8183                          | 13,20         | 620                           |
| Visperterminen | Visperterminen | 1317                          | 51,63         | 26                            |
| Zeneggen       | Zeneggen       | 304                           | 7,56          | 40                            |
| Zermatt        | Zermatt        | 5769                          | 242,91        | 24                            |
| Celkem (19)    | Celkem (19)    | 28 706                        | 864,20        | 33                            |

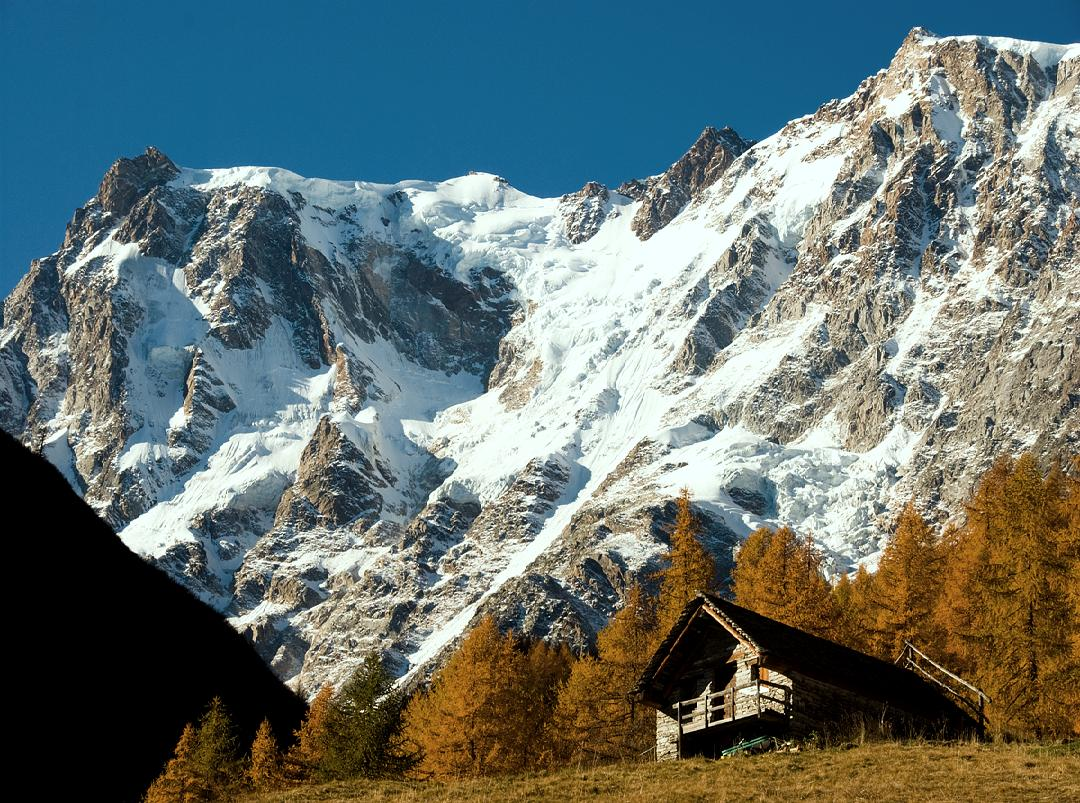
Dufourspitze

Sousedním celkem je okres Westlich Raron na severu, okres Brig na východě, okres Hérens na jihozápadě a okres Sierre a okres Leuk na západě. Na jihu a na jihovýchodě se nachází státní hranice s Itálií.